# Janiculus

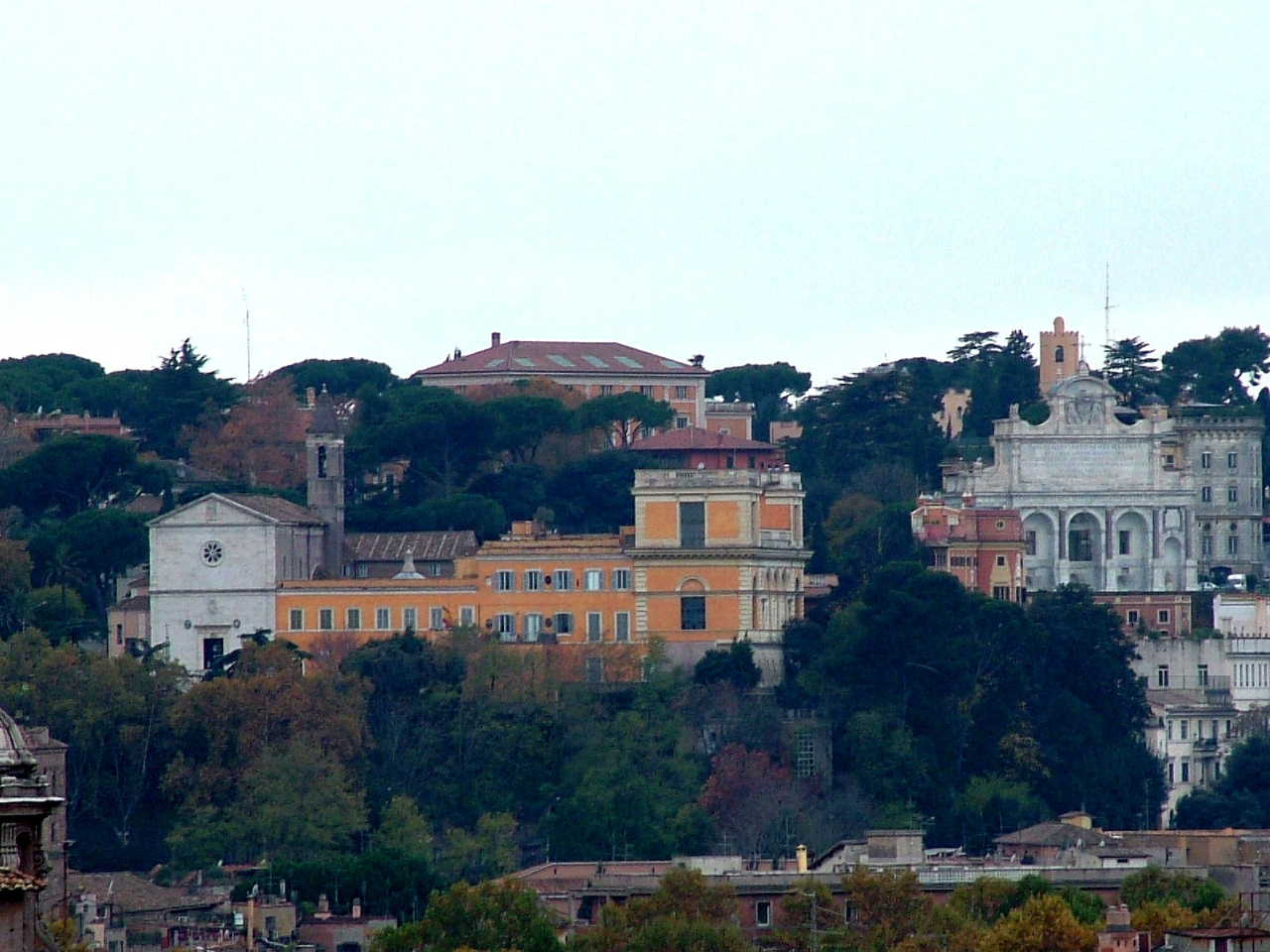
Janiculus: vlevo S. Pietro in Montorio, vpravo Acqua Paola, nahoře uprostřed střecha Americké univerzity v Římě

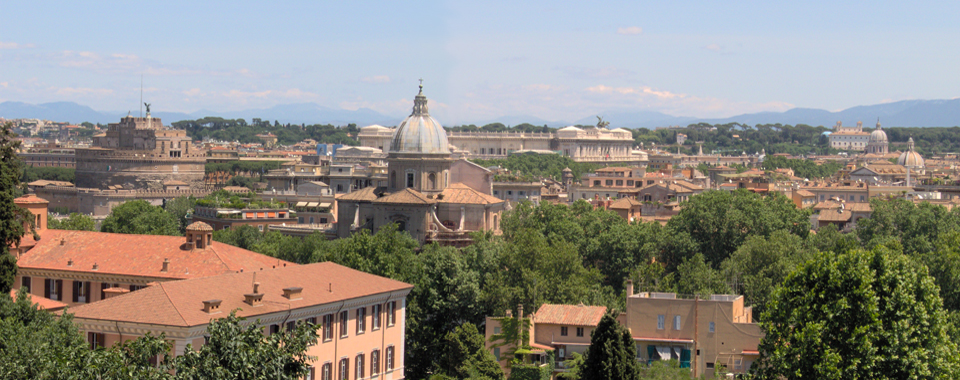
Pohled z Janiculu: vlevo Andělský hrad, vpravo vzadu Památník Viktora Emanuela II. a fórum

Janiculus, italsky Gianicolo [džaníkolo] je pahorek v Římě, na západním břehu řeky Tibery, asi 1 km jižně od Vatikánu a severozápadně od čtvrti Trastevere. Nebyl součástí nejstaršího území města, proto se nepočítá mezi pověstných Sedm římských pahorků, byl však zahrnut do pozdějších historických hradeb. Většinu plochy této klidné čtvrti tvoří parky a zahrady a z teras na Janiculu je slavná vyhlídka na historický Řím.
Na svazích mezi zahradami je řada vědeckých institucí a vysokých škol (American Academy in Rome, Španělská akademie v Římě, American University of Rome, Papežská univerzita Urbaniana a Papežská severoamerická kolej), na úpatí svahu je botanická zahrada univerzity La Sapienza.

## Zajímavosti
- San Pietro in Montorio, prostý renesanční kostelík s pozoruhodnou výzdobou. Stojí na místě, kde byl podle velmi staré tradice popraven svatý Petr. Ve dvoře stojí Tempietto, kruhová stavba se sloupořadím od Donata Bramante z počátku 16. století.
- Monumentální kašna Fontana del’Acqua Paola z roku 1612, kterou navrhl Giovanni Fontana a Flaminio Ponzio. Kašna připomíná rekonstrukci starého vodovodu za papeže Pavla V.
- Na vrcholu je velký pomník Giuseppe Garibaldiho, který zde bránil Řím proti Francouzům v roce 1849.
- Villa Lante al Gianicolo, slavná renesanční vila z roku 1521, architekt Giulio Romano. Od vily je také dobrý výhled na město.
- Palazzo Montorio je residence španělských vyslanců.

### Galerie

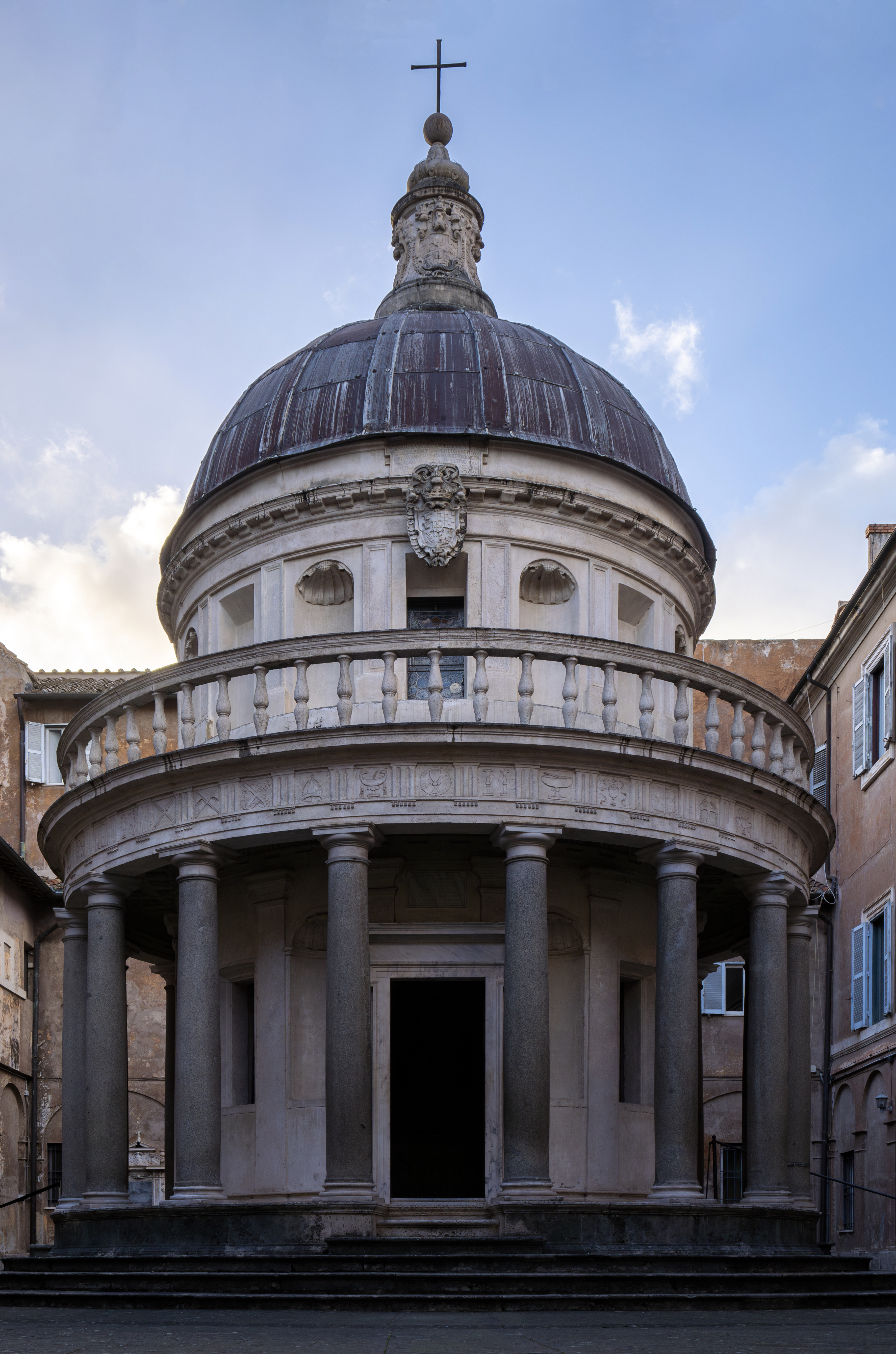
Tempietto (Bramante)
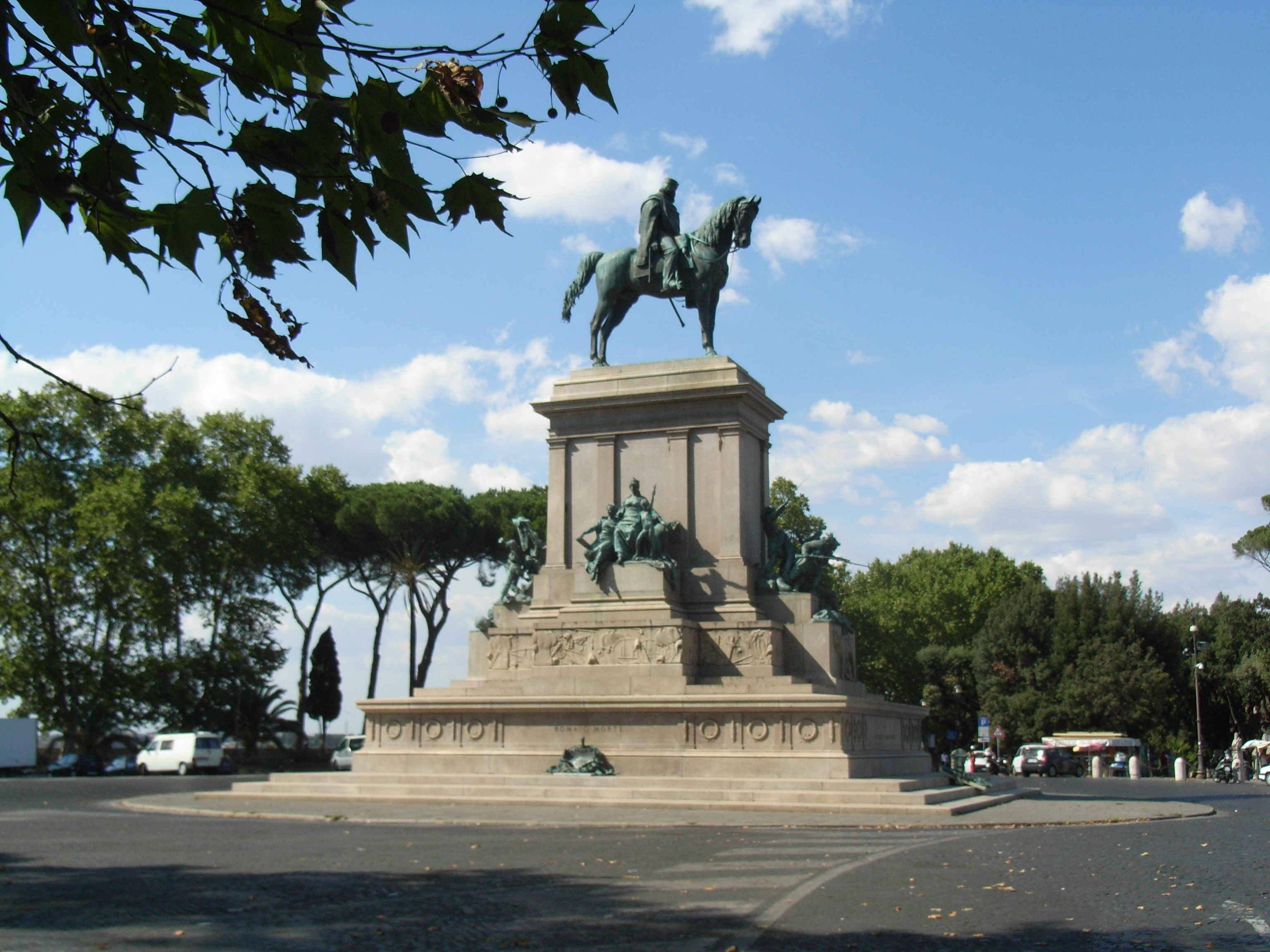
Pomník Garibaldiho
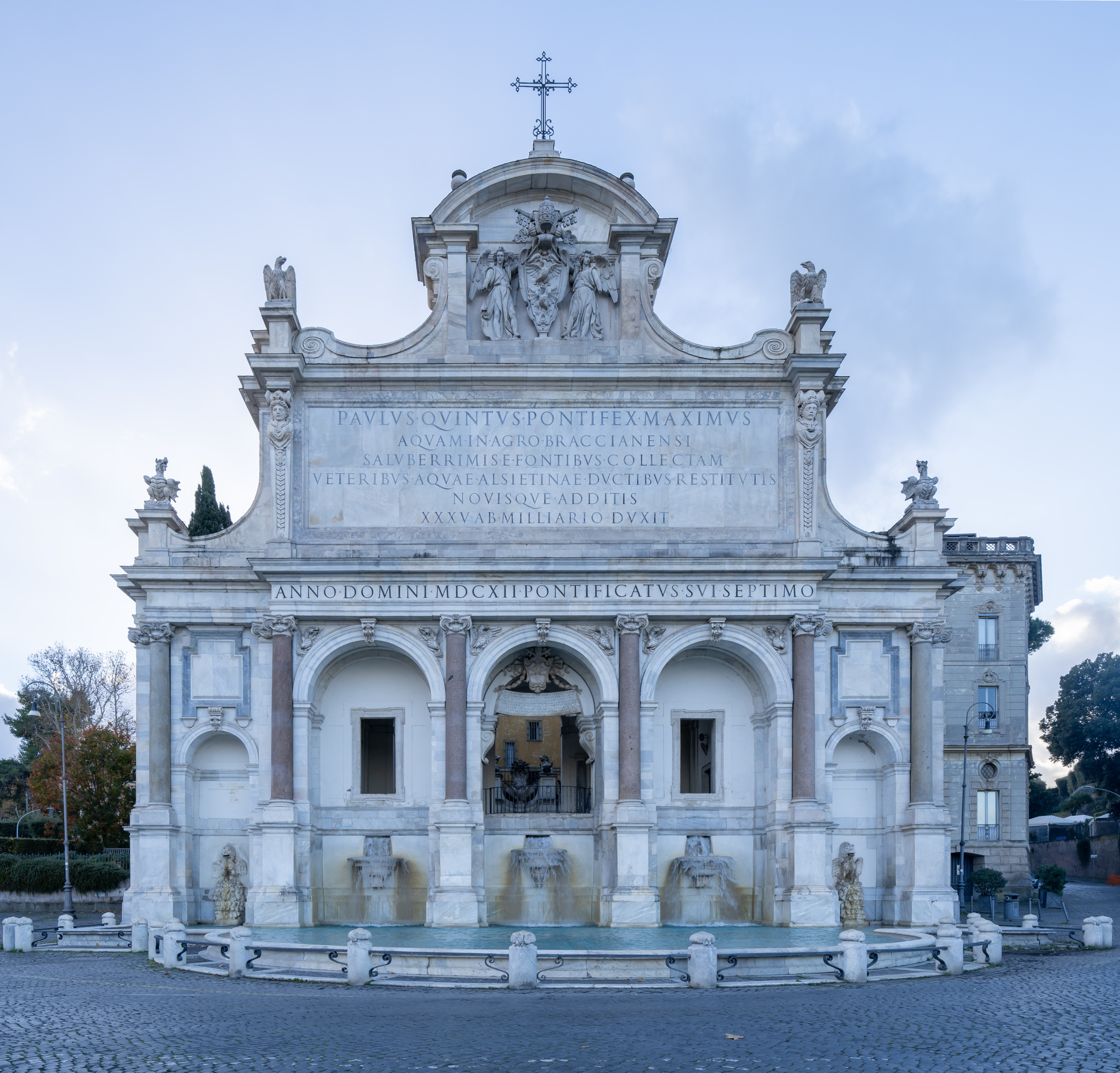
Fontana dell'Acqua Paola